# Salamony (Grande-Pologne)
Pour les articles homonymes, voir Salamony.
Salamony est une localité polonaise de la gmina rurale de Czajków, située dans le powiat d'Ostrzeszów en voïvodie de Grande-Pologne. Elle se trouve à environ 25 kilomètres au nord-est de la ville d’Ostrzeszów et 141 km au sud-est de Poznań, la capitale régionale. 

## Géographie

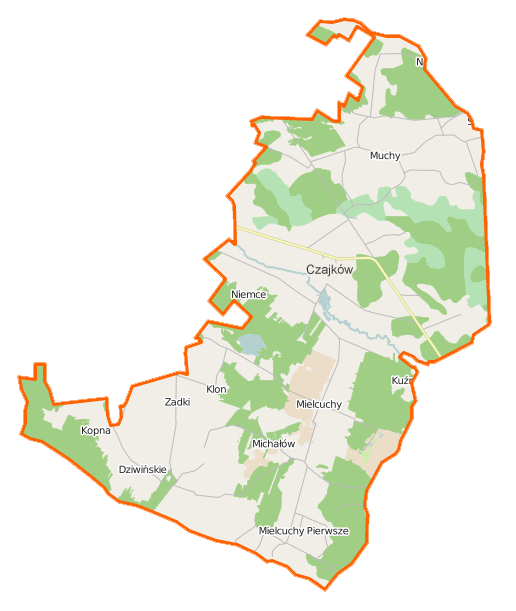
Carte de la gmina de Czajków.